# Тоні Шалуб
Ентоні Ма́ркус «То́ні» Шалу́б (англ. Anthony Marcus «Tony» Shalhoub [ʃəˈluːb]; нар. 9 жовтня 1953, Грін-Бей, Вісконсин, США) — американський актор, трикратний лауреат премії «Еммі», лауреат премії «Золотий глобус». 
Найбільш відомий завдяки ролі Антоніо Скарпацці в телесеріалі «Крила» і детектива Едріана Монка в телесеріалі «Монк».

## Життєпис
Тоні Шалуб народився 9 жовтня 1953 в Грін-Бей (штат Вісконсин). Джо Шалуб, батько майбутнього актора — ліванець-мароніт, батьки матері — також уродженці Лівану. Крім Тоні в сім'ї було десятеро дітей.
В 1980 році успішно закінчив Єльський університет. В 20 років актор переїхав в Кембридж, штат Массачусетс, де чотири роки грав в одному з місцевих театрів. В 1992 році Шалуб був номінований на престижну театральну премію «Тоні» за головну роль в спектаклі «Одкровення з моїм батьком».
Першу роль в кіно зіграв в 1986 році в фільмі «Ревнощі», де він працював з іменитими акторами Джеком Ніколсоном і Меріл Стріп.
З 2002 по 2009 рік Шалуб грав роль детектива Едріана Монка в успішному телесеріалі «Монк» (альтернативний переклад «Дефективний детектив»), за яку він отримав три премії «Еммі» і один «Золотий глобус».